# NGC 1265
NGC 1265 é uma galáxia elíptica (E) localizada na direcção da constelação de Perseus. Possui uma declinação de +41° 51' 28" e uma ascensão recta de 3 horas, 18 minutos e 15,8 segundos.
A galáxia NGC 1265 foi descoberta em 14 de Novembro de 1884 por Guillaume Bigourdan.